# Фермата 2017
22 участници, сред които известни личности, чужденци и емигранти, участват в третия сезон на предаването под мотото „Фермата: Ново начало“ с предизвикателството да изградят живота си отначало. Ферма на практика няма, а първата мисия на героите е да построят сами мястото си за живеене. Снимките на предаването се реализират до язовир Студена, обл. Перник. Стопани продължават да са Благовеста и Николай Василеви. Наградата на сезона е 100 000 лева.
Епизодите на „Фермата“ 3 се излъчват от понеделник до петък от 21:00 до 22:30 часа, а всяка неделя има елиминационен дуел.

## Схема на сезона
| №  | Фермер на седмицата Имунитет | Имунитет от ратайство Битка | Ратаи                      | Елиминационен дуел              | Победител     | Отпаднал        | Други събития                           |
| 1  | Владо Каролев                | Гечо и Ивона                | Яни и Франческа            | Яни с/у Тома                    | Яни           | Тома            | Напуснал: Иван Ласкин                   |
| 2  | Марина                       | Владо Николов и Франческа   | Калоян и Диана             | Диана с/у Ивона                 | Ивона         | Диана           | —                                       |
| 3  | Алек                         | Иван Сапунджиев и Елена     | Михаил и Марина            | Михаил с/у Иван Гинчев          | Иван Гинчев   | Михаил          | Напуснал: Владо Каролев                 |
| 4  | Божидара                     | Станислав и Анита           | Владо Николов и Елена      | Владо Николов с/у Яни           | Владо Николов | Яни             | Втори шанс: Яни Напуснал: Владо Николов |
| 5  | Гечо                         | Станислав и Валерия         | Иван Сапунджиев и Божидара | Божидара с/у Анита              | Божидара      | Анита           | —                                       |
| 6  | Станислав                    | Гечо и Валерия              | Иван Гинчев и Дарина       | Иван Гинчев с/у Иван Сапунджиев | Иван Гинчев   | Иван Сапунджиев | —                                       |
| 7  | Яни                          | Калоян и Валерия            | Гечо и Божидара            | Божидара с/у Дарина             | Дарина        | Божидара        | —                                       |
| 8  | Дарина                       | Станислав и Елена           | Гечо и Ивона               | Ивона с/у Виолета               | Виолета       | Ивона           | —                                       |
| 9  | Елена                        | Станислав и Валерия         | Марина и Дарина            | Дарина с/у Франческа            | Дарина        | Франческа       | —                                       |
| 10 | Калоян                       | Станислав и Валерия         | Алек и Виолета             | Алек с/у Иван Гинчев            | Алек          | Иван Гинчев     | —                                       |
| 11 | Алек                         | Яни и Марина                | Калоян и Елена             | Елена с/у Дарина                | Елена         | Дарина          | —                                       |
| 12 | Калоян                       | Гечо и Елена                | Станислав и Валерия        | Станислав с/у Гечо              | Станислав     | Гечо            | —                                       |
| 13 | Алек                         | Яни и Елена                 | Калоян и Виолета           | Виолета с/у Марина              | Виолета       | Марина          | —                                       |

### Последна седмица
| Елиминационен дуел | Победител | Отпаднал  |
| Станислав с/у Яни  | Яни       | Станислав |
| Валерия с/у Елена  | Валерия   | Елена     |
| Алек с/у Виолета   | Виолета   | Алек      |

Отпадналите и напусналите участници от „Фермата“ 3, избират чрез тайно гласуване първите двама, които отиват директно на финала – Яни Андреев и Калоян Димитров. Към тях се присъединяват Валерия Дочева и Виолета Тодорова като победители от елиминационните дуели.

### Финал
| Участник         | Фермерски Вот | Финални Битки | Финални Битки | Финални Битки | Зрителски Вот | Общо Точки | Финал          |
| Яни Андреев      | 22 т.         | 24            | 0             | 18            | 39 %          | 103        | 🥇 Първо място |
| Валерия Дочева   | 6 т.          | 12            | 24            | 18            | 20 %          | 80         | 🥈 Второ място |
| Калоян Димитров  | 8 т.          | 0             | 12            | 0             | 41 %          | 61         | 🥉 Трето място |
| Виолета Тодорова | –             | –             | –             | –             | 9 %           | –          | Четвърто място |

Три компонента определят победителя във „Фермата: Ново начало“: Фермерски вот; Три финални битки; Зрителски вот.
Виолета Тодорова отпада първа в началото на финала, като спечелва само 9% зрителска подкрепа и напуска състезанието още преди същинските елементи. Останалите трима финалисти продължават в състезанието към събиране най-много точки за победа във „Фермата“ 3.
- Фермерски вот: Гласуване на отпадналите участници от трети сезон на предаването. Разпределят се общо 36 точки, като 1 глас = 2 точки. – Яни Андреев
- Финални битки: Всяка битка, първо място носи 24 точки, второ 12 точки, трето 0 точки. При равенство в битка се разделят 36-те точки между участниците завършили наравно.
- Битка №1: Редене на кула от дърва – Яни Андреев
- Битка №2: Мерене на пирони, вълна и тор – Валерия Дочева
- Битка №3: Алманах – Яни Андреев, Валерия Дочева
- Зрителски вот: Разпределят се общо 100 точки между тримата финалисти, като 1 % = 1 точка от зрителската подкрепа. – Калоян Димитров

Победителят от трети сезон е Яни Андреев, който печели със 103 точки, втора е Валерия Дочева с 80 т., трети е Калоян Димитров с 61 т.

### Участници
- Финално класиране:
- 1. Яни Андреев (29) (победител)
- 2. Валерия Дочева (23)
- 3. Калоян Димитров „Ballan“ (24)
- 4. Виолета Тодорова (28)
- 5. Алек Манолов (31)
- 6. Елена Андреева (30)
- 7. Станислав Ласкин (29)
- 8. Марина Сучкова (46)
- 9. Гечо Гечев (52)
- 10. Дарина Василева (51)
- 11. Иван Гинчев (33)
- 12. Франческа Саита (28)
- 13. Ивона Пенчовска (25)
- 14. Божидара Бакалова (36, моден дизайнер)
- 15. Иван Сапунджиев (42)
- 16. Анита Гъркова (20)
- 17. Владимир Николов (40, бивш волейболист)
- 18. Михаил Михайлов (37)
- 19. Владимир Каролев (56, политик) (специален гост)
- 20. Диана Миличевич (26)
- 21. Тома Талепов „Айляка“ (45)
- 22. Иван Ласкин (47, актьор)